# Schloss Köpenick
Schloss Köpenick er et barokslot beliggende i byen Köpenick, der i dag som Berlin-Köpenick indgår som forstad i byen Berlin.
52°26′38″N 13°34′22″Ø / 52.44389°N 13.57278°Ø